# Pelince
Pelince es un pueblo ubicado en el municipio de Staro Nagoričane, en la región Noreste, Macedonia del Norte.

## Superficie
Posee una superficie de 25,75 kilómetros cuadrados.

## Demografía
Hasta 2021 la población era de 143 habitantes, con una densidad de población de 5,553 habitantes por kilómetro cuadrado.